# 蔡麟
蔡麟（1431年—？），字文瑞，陝西都司綏德衛人，明朝政治人物。進士出身。

## 生平
陝西鄉試第六十二名。天順元年（1457年）丁丑科會試第四十名，殿試登進士第三甲第五十八名。

## 家族
曾祖蔡濟新，贈指揮同知。祖父蔡榮，曾任指揮同知。父亲蔡信，曾任指揮同知。